# 사이토 히로야
사이토 히로야(일본어: 斉藤 浩哉, 1970년 9월 1일~)는 일본의 스키점프 선수, 지도자, 사업가이다. 1998년 동계 올림픽에서 라지힐 단체전 금메달을 획득했으며 세계 선수권 대회에서 은메달 2개 ,동메달 1개를 획득했다.